# Caiguda de l'Imperi Romà d'Occident

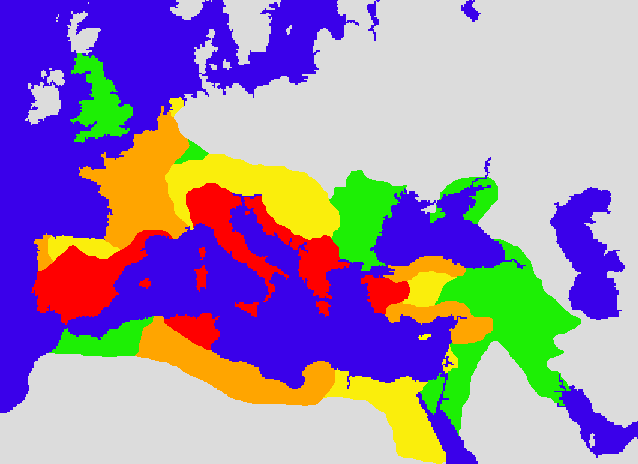
Mapa de l'Imperi Romà a l'any 133 aC (vermell), 44 aC (taronja), 14 dC (groc), i 117 dC (verd)

La caiguda de l'Imperi Romà d'Occident és el procés de decadència que va portar a la fragmentació de l'Imperi Romà d'Occident l'any 476 i la seva posterior dissolució el 480. Ròmul Augústul, sovint considerat erròniament l'últim emperador romà d'Occident, fou deposat el 476 pel capitost germànic Odoacre. El seu predecessor, Juli Nepot, es mantingué com a emperador de iure fins al seu assassinat el 480 amb el suport de l'Imperi Romà d'Orient. Malgrat que el poder real es trobava en mans d'Odoacre, formalment governava Itàlia en nom i representació de Nepot, ficció que Odoacre respectà fins a la mort de Nepot per no despertar la ira de l'emperador romà d'Orient, Zenó.

## Antecedents

### Crisi del segle III
L'Imperi va patir múltiples crisis greus durant el segle iii. Des de mitjan segle ii, l'expansió militar romana s'havia acabat i amb això la font principal d'obtenció d'esclaus i font d'ingressos dels impostos dels perdedors i dels botins de guerra. L'emperador Còmmode es va esforçar a pal·liar-la amb mesures com la devaluació de la moneda. Finalment, s'imposà la dinastia Severa amb Septimi Sever suportat per l'exèrcit. El succeí el seu fill Caracal·la, que signà el 212 l'Edicte de Caracal·la, un dels documents amb més transcendència de la història de Roma i possiblement de l'antiguitat, ja que principalment estenia el dret de ciutadania romana a totes les persones lliures de l'imperi. La dinastia Severa va intentar en va reduir les despeses de l'exèrcit i augmentà la pressió fiscal. L'últim Sever morí assassinat per les legions del Rin. El control de la dinastia sobre l'imperi es va veure interromput pels regnats conjunts de Macrí i el seu fill Diadumenià. Les dones de la dinastia, incloses Júlia Domna, la mare de Caracalla i Geta, i les seves nebodes Júlia Soemias i Júlia Mamaea, les mares respectivament d'Elagabal i Severus Alexandre, i la seva pròpia mare, Júlia Maesa, van ser totes poderoses augustes i instrumentals per assegurar el seu posicions imperials dels fills. Encara que Septimi Sever va restablir la pau després de la convulsió de finals del segle II, la dinastia es va veure pertorbada per les relacions familiars altament inestables i la constant agitació política, en especial, la discòrdia entre Caracalla i Geta i la tensió entre Elagàbal i Alexandre Sever s'afegeixen a l'agitació.

Invasió gòtica 249-251

L'anarquia militar va assolar l'Imperi Romà entre el 235 i el 270, en la qual regnaren una multitud d'emperadors sense poder i s'intensificaren les invasions bàrbares (gots, alamans, francs), i els primers intents de desmembrament de l'imperi. A l'altra punta de l'imperi, els sassànides reemplaçaren els parts a l'Orient en la seva hostilitat amb Roma, i va infligir tres aclaparadores derrotes als exèrcits de camp romans i va romandre una amenaça potent durant segles. En 238 van regnar sis emperadors en el conegut com Any dels sis emperadors. Gordià I i el seu fill i coemperador Gordià II es van revoltar contra el tirà Maximí i foren fàcilment derrotats a Cartago pel procurador de Numídia Capel·lià, Gordià II va morir i altres nobles van fugir. El senat va decidir continuar la lluita contra Maximí, que estava a Germània, i proclamà coemperadors a Balbí i Pupiè, però, per raons de legitimitat dinàstica i de pressió popular, aviat es van veure obligats a afegir un cèsar associat, el jove de tretze anys Gordià III. Tres emperadors tenien el títol d'emperador, encara que a la pràctica el govern a Roma l'exercia Balbí, mentre que Pupiè va marxar amb un exèrcit a enfrontar-se a Maximí, el qual fou derrotat a Aquileia. Tres mesos després, Balbí i Pupiè foren assassinats a mans de la Guàrdia Pretoriana (maig de l'any 238), i Gordià III fou proclamat únic august amb el suport de les tropes (entre el maig i l'agost del 238, dada que varia segons els textos). Llavors va ser reconegut com a únic emperador i en el seu honor es van celebrar jocs: representacions de teatre i exhibicions gimnàstiques. Altres desastres van ser les repetides guerres civils, les invasions dels bàrbars i una mortalitat massiva provocada per la pesta de Cebrià. Durant el segle III tervings i greutungs van efectuar incursions contra l'Imperi, destacant la guerra gòtica del 250 i 251 contra Mèsia i Tràcia en la qual va morir l'emperador Deci en la batalla d'Abritus.
L'Imperi va sobreviure a la Crisi del segle III dirigint la seva economia a la defensa a canvi d'establir el Dominat, un estat més centralitzat i burocràtic. Gal·liè va posar en marxa diverses reformes a l'exèrcit per fer front als perills més urgents retirant els senadors del comandament de les legions, que va confiar als cavallers, generalment eren homes experimentats. La forma tradicional de combatre no s'adaptava bé a la forma de lluitar dels gots i, en conseqüència també va canviar la forma de combatre, donant un lloc preeminent a la cavalleria aconseguint un exèrcit més movible i ràpid de desplaçar. La pesta de Cebrià estava causant molts morts a tot Europa i Gal·liè es va veure obligat a reclutar mercenaris bàrbars com a vexillatio, un cos a banda de la tropa habitual, i al seu cap va situar un magister equitum. L'increment en la despesa militar i les guerres civils causades per una la successió inestable, van provocar un augment dels impostos en detriment de la indústria.

Divisió de l'imperi al 271 dC

L'any 268, l'imperi s'havia dividit en tres estats competidors: l'Imperi de les Gàl·lies a les Gàl·lies, Hispània i Britànnia, l'Imperi de Palmira a les províncies romanes de Síria-Palestina, Egipte i zones del sud-est de l'Àsia Menor; i, entre ells dos, l'Imperi Romà centrat a Itàlia. Durant els vuit anys següents, el desordre s'accentuà amb els trenta tirans, emperadors nomenats a les províncies que regnaven alhora. L'any 271, Roma va abandonar la província de Dàcia al nord del Danubi deixant-la als gots. La frontera entre el Rin i el Danubi va patir amenaces efectives per grans grups de bàrbars que havien desenvolupat una agricultura millorada i augmentat les seves poblacions.
Aurelià, el primer que es va qualificar de dominus et deus (senyor i déu) reflectint la relació de submissió dels habitants de l'imperi als seus sobirans, va reunificar l'imperi el 274, i a partir del 284 Dioclecià i els seus successors el van reorganitzar introduint un nou sistema fiscal (capitatio-iugatio) i va reorganitzar l'exèrcit dividint-lo en comitatenses com a exèrcit de camp mòbil i limitanei com a tropes frontereres. Finalment la crisi es va superar i l'imperi va entrar a l'antiguitat tardana. En resposta a les pressions militars simultànies a les diferents fronteres i a les constants usurpacions de generals ambiciosos, Dioclecià creia que l'imperi era massa gran per ser governat per un sol emperador, i va intentar resoldre aquest problema introduint la tetrarquia, un nou sistema polític i d'administratiu mitjançant el qual un August i un Cèsar a orient i un August i un Cèsar a occident es repartien el poder polític, administratiu i territorial amb el nomenament de successors en comptes de la successió dinàstica per evitar les usurpacions, però aquest sistema de tetrarquia es va trencar en una generació i el principi hereditari es va restablir amb resultats generalment desafortunats. A partir de llavors, la guerra civil va tornar a ser el principal mètode per establir nous règims imperials. Les reformes de Dioclecià van canviar fonamentalment l'estructura del govern imperial i ajudaren a estabilitzar l'imperi econòmicament i militarment, capacitant-lo per romandre essencialment intacte durant uns altres cent anys i l'imperi va entrar a l'antiguitat tardana.

### Decadència alsegleiv
Cap al segle iv, Roma seguia dominant un extens imperi, que tenia com a eix el mar Mediterrani. La civilització romana s'estenia des del Rin i el Danubi fins al Sàhara, des de l'occident d'Hispània fins a Mesopotàmia. Tanmateix, en aquell moment, aquest immens imperi patia una greu crisi que a la llarga acabaria amb la seva existència. Era un gegant cansat després de diversos segles d'expansió i esforços. Alguns símptomes d'aquesta decadència eren la corrupció dels alts càrrecs de l'administració, la passivitat del ciutadà davant problemes i obligacions, el retrocés del comerç per l'excés d'impostos que havien de pagar els comerciants i artesans, la decadència de les ciutats, abandonades per les classes altes, instal·lades en les seves vil·les d'esbarjo, la crisi de la classe mitjana, aclaparada per les pressions fiscals, i un greu descens demogràfic. L'exèrcit es conservava encara fort, malgrat que era cada vegada més freqüent l'allistament de germànics, que ocupaven fins i tot alts càrrecs de comandament.

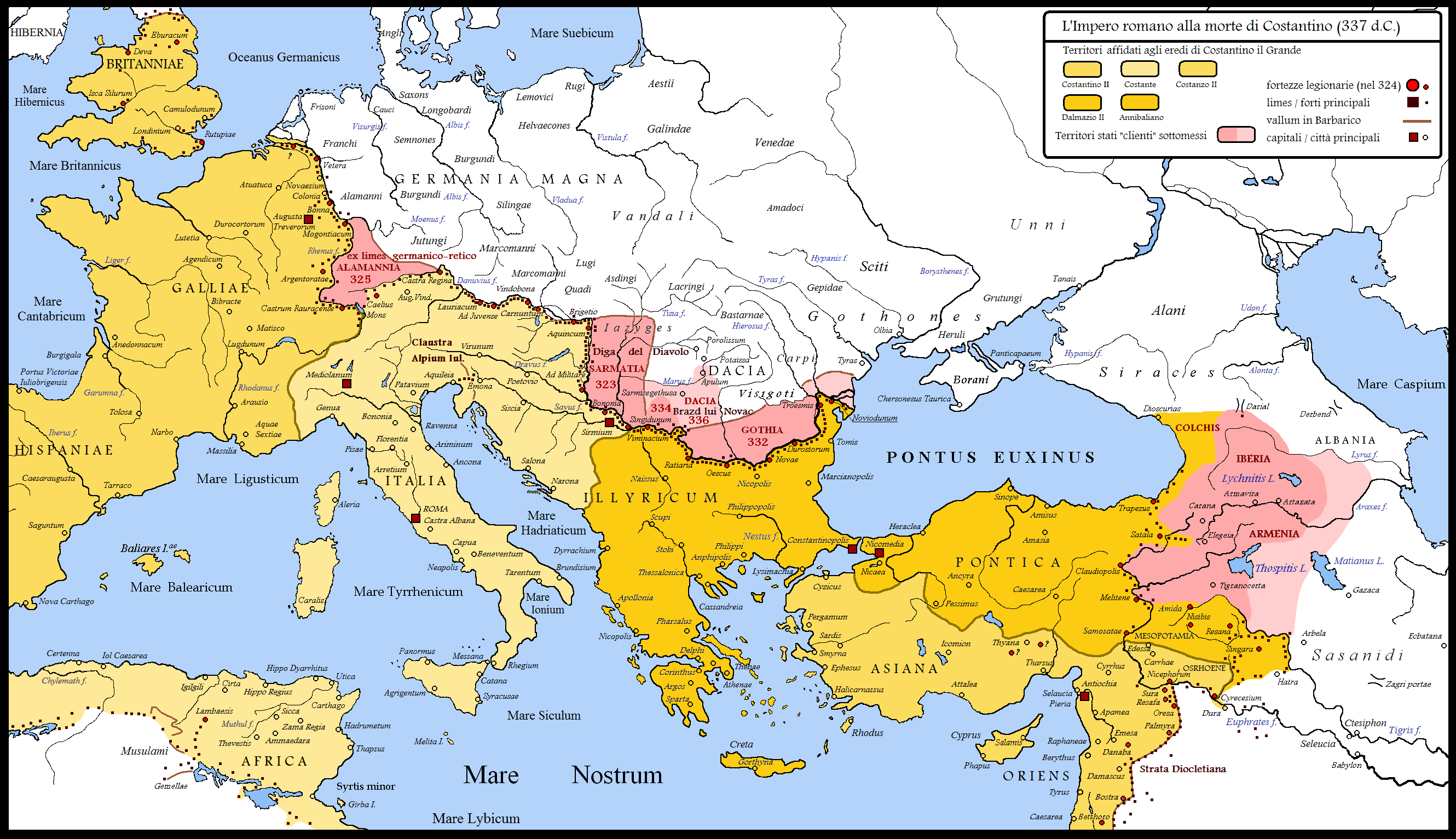
L'imperi de Constantí el Gran

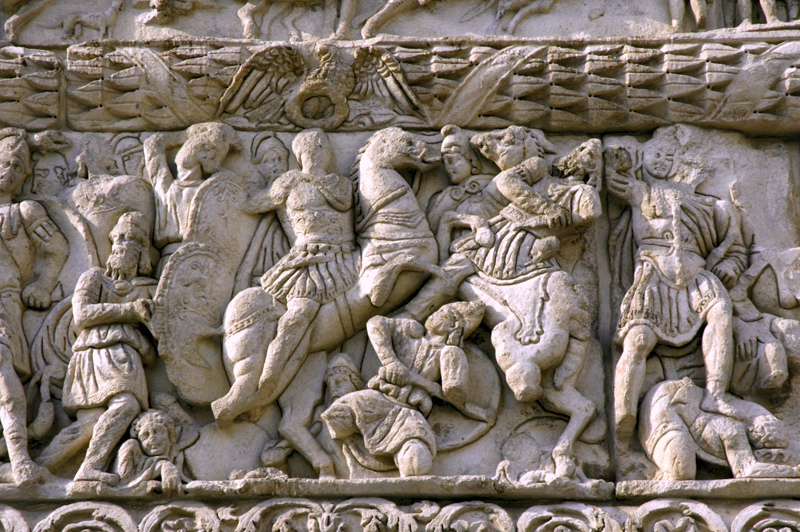
Detall de l'Arc de Galeri, erigit a Tessalònica per commemorar el triomf amb els perses.

El 296 Dioclecià marxava a Egipte per deposar l'usurpador Luci Domici Domicià i Galeri va avançar per Armènia i derrotant els perses, i pel tractat de Nisibis els regnes d'Armènia i Ibèria del Caucas van quedar sota influència romana i altres territoris es van recuperar o adquirir. El 303 començava la Persecució de Dioclecià, la més severa als cristians en la història romana. Dioclecià va ordenar la destrucció de la nova església de Nicomèdia, va condemnar les seves escriptures a les flames i va fer confiscar els seus tresors. En els mesos següents, les esglésies i les escriptures van ser destruïdes, els cristians van ser privats de rangs oficials i els sacerdots van ser empresonats.
Constantí I el Gran, que va haver de fer front a 20 anys de conflicte fins assumir el poder absolut i reunificar l'imperi en 324, el primer que governaria en solitari des de Marc Aureli Car el 282.a més d'aconseguir importants victòries sobre els francs, alamans, visigots i sàrmates, recuperat la major part de la província de Dacia que Aurelià s'havia vist forçat a abandonar en 271. És el primer emperador romà que va permetre el lliure culte als cristians. Poc després de la batalla del Pont Milvi de 312, Constantí va lliurar al papa Silvestre I un palau romà que havia estat propietat de Dioclecià i anteriorment de la família patrícia dels Plaucis Laterans, amb l'encàrrec de construir una basílica de culte cristià. L'Edicte de Milà, promulgat per Constantí i Licini el 313, va despenalitzar la pràctica del cristianisme i es van tornar les propietats de l'Església. El triomf del cristianisme, que va ser convertit en religió oficial per l'emperador Teodosi I el Gran el 380 amb l'Edicte de Tessalònica, consolidava encara més aquesta unitat. La riquesa de l'església va augmentar de manera espectacular amb immensos recursos públics i privats destinats a la construcció eclesiàstica i al sosteniment de la vida religiosa.
Julià l'Apòstata va posar en marxa una campanya contra la corrupció que va permetre que les despeses pressupostàries de la Gàl·lia es reduïssin a un terç sense deixar de cobrir totes les despeses governamentals. Va culminar amb la victòria en la batalla d'Argentorat una campanya entre el 355 i el 357 per aturar les incursions germàniques a la Gàl·lia i restaurar la línia defensiva de fortificacions romanes al Rin, greument malmesa durant la guerra civil entre l'usurpador Magnenci i l'emperador Constanci II. Totes les sectes cristianes van ser tolerades oficialment per Julià, es va prohibir la persecució dels heretges i es van fomentar les religions no cristianes; es va obligar fins i tot a alguns cristians a tornar la propietat pagana robada o compensar la que havien destruït. No obstant això, en lloc de sotmetre tota la Gàl·lia fermament al control central o reduir la càrrega fiscal, va llançar una costosa campanya contra els perses, que va acabar en derrota i la seva pròpia mort. Jovià en el seu breu regnat va haver de concedir el nord de Mesopotàmia i el Kurdistan, que havien estat en poder els romans des d'abans del tractat de Nisibis del 299, perquè els perses li permetessin la retirada.
Del 364 fins al 375 l'Imperi Romà estigué governat per dos coemperadors, els germans Valentinià I, a càrrec d'Occident i Valent, a càrrec d'Orient). Valent organitzà una campanya militar del 367 al 369 com a càstig pel suport que els teruings, havien ofert a l'usurpador Procopi, afectant greument a la població goda al nord de la província romana de Mèsia, més enllà del Danubi tanmateix, malgrat el considerable avantatge romà, Atanaric i quan 369 el poder persa amenaça l'imperi i Valent acceptà a disgust una oferta de pau d'Atanaric, que deslliurà als gots de l'hegemonia romana i del pagament de tributs. Quan Valentinià morí el 375 esdevingué un creà un pandemònium polític i els seus fills, Valentinià II i Flavi Gracià, van succeir-lo com a governants de l'Imperi Romà d'Occident.

### La batalla d'Adrianòpolis

Invasions bàrbares. Tots els pobles assenyalats, excepte els huns, són germànics

Una forta amenaça assetjava Roma, la pressió que des del 376 feien grans poblacions dels pobles germànics que sobre els seus limes o fronteres, impulsades pels huns, que podrien haver estat impulsats al seu torn pel canvi climàtic a l'estepa eurasiàtica. El 376 els visigots, empesos pels huns (que ja havien sotmès als ostrogots) van penetrar en l'Imperi Romà, i van demanar establir-se com a federats. Van obtenir el permís de Valent, però el 377 va esclatar el conflicte i els visigots van vèncer Valent en la batalla d'Adrianòpolis, en la que l'emperador va morir, i va quedar obert el camí de Constantinoble, Les invasions bàrbares van conduir finalment als regnes bàrbars a entrar a gran part de l'antic territori de l'Imperi d'Occident. La derrota i mort soferta per l'emperador d'Orient Valent l'any 378 enfront dels visigots, en la Batalla d'Adrianòpolis, en va ser un seriós avís.

### Divisió de l'imperi

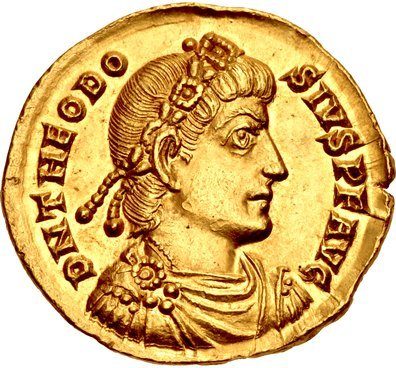
Sòlid amb l'efígie de Teodosi

Flavi Gracià fou escollit per substituir l'emperador caigut, i va enviar a la zona el general Teodosi, qui en diversos combats parcials, va aconseguir l'extermini d'una part dels visigots i la salvació de la capital. El 19 de gener del 379 Gracià va cedir l'Imperi Romà d'Orient, com a august, al general Teodosi i es va reservar per a si la Prefectura de les Gàl·lies. Teodosi va governar entre 379 i 395 amb la difícil empresa d'injectar nova vida a l'imperi, i la seva gestió va ser afortunada, detenint la temuda allau germànica i de la seva època es parla com un renaixement teodosià. El senat romà, majoritàriament pagà, es va anar enfrontant amb els emperadors cristians a Constantinoble i Milà durant més de dues generacions defensant la tornada al paganisme, des que Constantí I el Gran reconegués la fe cristiana i Teodosi publiqués el 380 l'edicte de Tessalònica proclamant la fe de Nicea com a oficial de l'Estat prohibint les altres religions i les dissidències cristianes. Gracià i Teodosi van combatre els bàrbars als Balcans.
Els visigots van ser plenament conscients de la seva força i van continuar extorsionant als romans cada vegada que els semblava convenient. El que va arribar més lluny amb aquesta política va ser Alaric I, que aspirava a ocupar un càrrec important en el govern de l'Imperi d'Orient i en no veure resoltes les seves demandes, sotmeté els Balcans a una nova campanya de saquejos, arribant a entrar a Atenes. Fins a finals del segle IV, l'Imperi va conservar el poder suficient per llançar poderosos atacs contra els seus enemics a Germania i a l'Imperi Sassànida, i les autoritats imperials van admetre grups potencialment hostils a l'Imperi, els van dividir i els van assignar terres, estatus i deures dins del sistema imperial. D'aquesta manera, molts grups van proporcionar treballadors no lliures (coloni) per als terratinents romans, i reclutes (laeti) per a l'exèrcit romà. De vegades, els seus líders es convertien en oficials. Normalment els romans gestionaven el procés amb cura, amb força militar suficient per garantir el compliment. L'assimilació cultural va seguir durant la següent generació o dues.
Gracià va traslladar la seva cort d'Augusta dels Trèvers a Mediolanum l'any 381, i es va alinear cada cop més amb el bisbe de la ciutat, Ambròs de Milà contra el Senat romà, canviant l'equilibri de poder dins de les faccions de l'imperi occidental. Sota la influència d'Ambròs, va prendre mesures actives contra el culte pagà. Va prohibir també els llegats a les vestals i va abolir privilegis dels sacerdots pagans i va ordenar la supressió de les subvencions per als seus temples i es van confiscar tots els seus béns en 382. Va renunciar al càrrec oficial de Pontifex Maximus i va retirar l'altar de la Victòria de la seu del Senat romà. Ell culte catòlic va quedar establert com a religió única, prohibint-se totes les altres incloent les sectes dels arrians, macedonians i altres menors derivades del cristianisme. Ordenà la realització del Concili d'Aquileia, al setembre de 381, on es condemnaren a l'ostracisme alguns dels bisbes arrians dins de l'Imperi Romà d'Occident. Els primers anys Gracià va governar amb eficàcia però de mica en mica va anar deixant el poder per dedicar-se a les caceres i als plaers, augmentant el poder del general franc Mel·lobaudes i del bisbe Ambròs de Milà. Sota influència del bisbe, Gracià va prohibir altre cop el culte pagà a Roma.
El 381 Atanaric, rei dels visigots, massa vell per continuar guerrejant, va anar a Constantinoble per negociar amb l'emperador, però va morir allí i Teodosi, amb qui compartia les creences religioses, li va fer un funeral digne i li va fer erigir un monument. El 3 d'octubre del 382 va acabar la guerra gòtica amb el tractat final amb els visigots pel qual es van establir com a aliats a Pannònia, Mèsia, Tràcia i Macedònia en unes terres menys riques i fèrtils que les que deixaven enrere, disputades pels Imperis d'Orient i Occident, a canvi de pagar un tribut anual als romans i l'enviament de tropes auxiliars sempre que es requerís.
Magne Màxim es va declarar emperador en 383 amb tropes de Britànnia i va envair la Gàl·lia, matant Flavi Gracià i sent acceptat com a august a les províncies gal·les, on va ser responsable d'execucions de seguidors del priscil·lianisme, condemnat en 380 en el primer concili de Cesaraugusta. Teodosi va cedir les diòcesis de Dacia i de Macedònia a la cort occidental per compensar la pèrdua de Gàl·lia, Hispània i Britànnia. En 387 Màxim va envair Itàlia, obligant a Valentinià II a fugir cap a l'est, on va acceptar el cristianisme de Nicea. Finalment Teodosi va contraatacar, guanyant la guerra civil en 388 en la batalla del Sava Màxim es va rendir a Aqueleia i va demanar el perdó, però fou executat per ordre de Teodosi el 28 d'agost del 388; la seva dona i filles foren respectades. Teodosi restaurà a Valentinià i nomenà Arbogast, un general pagà d'origen franc com a comandant en cap de Valentinià. Les tropes derrotades de Màxim es van reassentar a Armòrica en lloc de tornar a Britànnia, i per al 400 Armòrica era controlada per bagaudes i no per l'autoritat imperial.

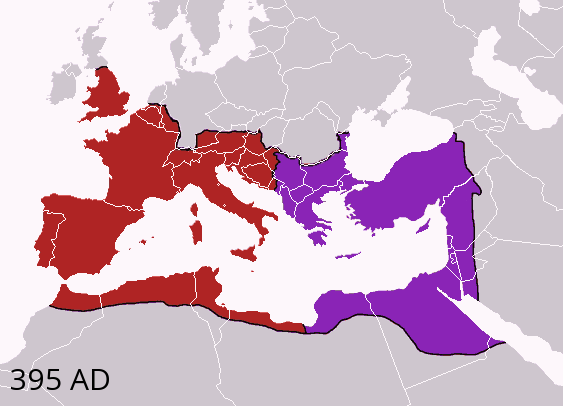
L'imperi de Teodosi l'any 395

El 15 de maig de 392 Valentinià II va ser trobat penjat en la seva residència de Viena, a la Gàl·lia, i com Arbogast i Teodosi no van aconseguir arribar a un acord, Arbogast va nomenar un funcionari imperial, Eugeni, com a emperador d'Occident, que va situar diversos senadors pagans importants als llocs clau del govern occidental i va recolzar el moviment pagà, concedint-li reconeixement oficial i restaurant importants temples pagans com l'Altar de la Victòria i el Temple de Venus i Roma, unes accions que van merèixer lesa crítiques d'Ambròs de Milà contra Eugeni i van fer poc per redreçar les relacions amb Teodosi, amb qui finalment es va enfrontar el 6 de setembre del 394 en la batalla del Frígid, una victòria costosa però total per a Teodosi, i una derrota total per als pagans. Les províncies occidentals es van sotmetre ràpidament a Teodosi, que es va convertir en l'últim emperador d'un imperi unit. Per millorar la defensa i l'administració de l'imperi, Teodosi el va dividir entre els seus dos fills, donant a Flavi Honori l'Occident i a Arcadi l'Orient. Aquesta decisió va significar el trencament decisiu de la unitat romana, en seguir els dos territoris destins molt diferents.

## La Caiguda de l'Imperi Romà d'Occident

### Primeres invasions visigòtiques
L'última exhalació de Roma es va produir quan els visigots trencaren la seva aliança amb Roma el 395 en morir Teodosi I el Gran. Liderats per Alaric I, van intentar prendre Constantinoble, però van ser repel·lits i en el seu lloc van saquejar gran part de Tràcia, al nord de Grècia.
El 401 el visigot Alaric I marxà contra Itàlia. Amb el ràpid avanç dels gots pel nord d'Itàlia, l'emperador Honori va fugir de Mediolanum, la seu administrativa de l'Imperi Romà d'Occident des de temps de Dioclecià, en direcció a Arles, però els gots van bloquejar la seva marxa i perseguit pels invasors, es va refugiar a Hasta, que els gots van posar a setge fins que al març el general Estilicó, portant reforços del Rin, els va obligar a aixecar el setge i a retirar-se a un terreny més convenient a Pol·lència, on Estilicó els va seguir i derrotar, recuperant els tresors que havien anat acumulant des de la batalla d'Adrianòpolis de l'any 378. Estilicó va oferir el retorn dels presoners a canvi que els visigots es retiressin a Il·líria i l'ajuda contra altres bàrbars, però en arribar a Verona, Alaric va aturar la retirada i va ser derrotat. Amb molts dels seus generals, Alaric es va veure obligat a sortir d'Itàlia. després de la invasió d'Alaric la cort es va traslladar a Ravenna.

Migracions dels bàrbars en 406

El 405, els ostrogots van envair Itàlia, però van ser derrotats, i el 406, Radagais va reunir nombrosos grups heterogenis sota el seu comandament (borgonyons o burgundis, sueus, vàndals, alans i hèruls), en total unes dues-centes mil persones dirigint-se des de l'alt Danubi cap a Itàlia amb intenció d'atacar Roma. Va destruir diverses ciutats assetjant Florència que era una ciutat jove i prospera. Contra ell fou enviat el general Estilicó amb un exèrcit romà que incloïa les tropes del Rin. Estilicó aconseguí atraure a Huldí i Sar, dos caps bàrbars que dirigien grups de gots i huns, i quan el general romà es va acostar els bàrbars prengueren posicions defensives a la rodalia de Faesulae, a les muntanyes Fescolani, però Estilicó els va poder rodejar i Radagais, mancat de provisions va haver d'oferir batalla per obrir-se pas, sent derrotat i finalment va haver de capitular a canvi de què la seva vida i les de la seva gent fossin respectades. Estilicó va acceptar, però va violar l'acord i va fer executar a Radagais, i la seva gent fou venuda com esclaus excepte una part que ingressaren a l'exèrcit romà. La retirada de les tropes de la frontera al Rin va propiciar la derrota dels francs en la batalla de Mogoncíacum en 406 i la invasió de vàndals, sueus i alans a les Gàl·lies.

### Travessia del Rin i pèrdua de Britania
Tanmateix, el 31 de desembre de 406, un nombre de tribus sense precedents es va aprofitar de la congelació del Rin i la retirada de les tropes romanes per lluitar a Itàlia per travessar el riu en massa: vàndals, sueus, alans i burgundis es van estendre creuant el riu i van trobar poca resistència en el saqueig de Moguntiacum i el saqueig de Treviris, envaint completament la Gàl·lia.
A la província de Britànnia el general Constantí s'havia revoltat i es va proclamar emperador l'any 407, creuant el canal de la Mànega amb totes les tropes mòbils de Britànnia i desembarcant a Boulogne deixant sembla l'illa desguarnida, que es va perdre per l'imperi. Els seus generals Justinià i el franc Nebiogastes, al front de l'avantguarda, van ser derrotats per Sar, lloctinent d'Estilicó, i Nebiogastes va morir a Valença. Constantí va enviar un segon exèrcit dirigit per Edovic i Geronci, i Sar es va haver de retirar a Itàlia, havent de comprar el dret de pas pels Alps als bagaudes revoltats. Constantí va assegurar la frontera del Rin i va establir guarnicions als passos entre la Gàl·lia i Itàlia. El maig del 408 es va establir a Arle que va convertir en la seva capital, i on va nomenar Apol·linar, l'avi de Sidoni Apol·linar, com a prefecte.
Malgrat el perill, o potser a causa d'ell, l'exèrcit romà va continuar sofrint usurpacions, i el partit nacionalista romà, tal vegada instigat pel govern de Constantinoble, acusà Estilicó de preparar el lliurament de l'Imperi a Alaric i va ordir un complot. Va esclatar una revolta de tropes que obligà a Estilicó a refugiar-se en una església, sent assassinat en el moment de sortir.

Mapa de Gàl·lia amb detall dels saqueigs durant la invasió de 407

Sense el comandament d'Estilicó, l'exèrcit romà es disgregà i Alaric va poder avançar sense oposició per Itàlia ocupant Aquileia, Albino, Cremona i altres ciutats, però passà per Ravenna, on s'havia refugiat Honori, sense atacar-la, i va arribar a Roma l'hivern del 408 retirant-se a canvi de molts diners, i llavors va passar a la Toscana, on va hivernar i on se li van unir els esclaus fugitius, i grups d'huns i gots. Es van iniciar negociacions amb Honori, a qui va exigir la cessió del Vèneto, Nòric i Dalmàcia, una pensió anual, i el seu nomenament com a mestre dels soldats presencials d'Occident, però Honori va rebutjar aquestes pretensions i en va oferir d'altres que no es van arribar a concretar. Alaric va tornar a Roma el 409, va ocupar Òstia i en tallà els subministraments. El senat romà va haver de nomenar emperador Prisc Àtal, d'origen jònic i probablement arrià, el qual va concedir a Alaric I el títol de Magister Militum dels dos exèrcits, mentre que el seu cunyat Ataülf rebia el títol de Comes domesticorum equitus. Àtal no va poder complir les seves promeses i el rei visigot va tornar a Roma i els esclaus d'una dama romana de religió arriana, de nom Proba, li van obrir la porta Salaria el 24 d'agost del 410. Per primera vegada en la història des de la invasió dels gals, Roma va caure davant un rei estranger. Alaric va donar tres dies als seus homes per saquejar la ciutat, però va ordenar respectar els temples i les dones i va prohibir les morts sense justificació, però els soldats van incendiar la major part de la ciutat després del saqueig; els ciutadans romans s'havien refugiat als temples de Sant Pere i Sant Pau. Al cap de sis dies, va sortir cap al sud, portant com a ostatges l'antic emperador Àtal i Gal·la Placídia, germana d'Honori. Va devastar Campània, Apúlia i Calàbria i va arribar a l'estret de Messina, des d'on va preparar la conquesta de Sicília, que no va poder fer perquè una tempesta va dispersar-ne les naus. Llavors, va voler passar a l'Àfrica, però va morir d'una curta malaltia abans d'acabar els preparatius, quan estava assetjant Cosenza.

### Pèrdua parcial d'Hispània i Gàl·lia
Empesos cap a l'oest pels huns cap al 400, sueus, vàndals i Alans, que van creuar el Rin el 406 i els Pirineus cap a Ibèria el 409. Mentre que el grup vàndal principal, els asdings, es van establir a Gal·lècia, els silinges es van establir a la Bètica. Honori va autoritzar als Francs a viure dins de l'imperi en 410 com federats i una part dels francs s'hi va acollir, proveint de tropes a l'exèrcit romà,
A Alaric I el va succeir el seu cunyat Ataülf, que pactà amb Flavi Honori la sortida d'Itàlia a canvi de la concessió del Govern de Gàl·lia, territoris que escapaven del control de Roma i que s'havien sotmès a Constantí. La caiguda de Roma va ser un cop molt dur per a tots els romans d'aquesta època, perquè a la Ciutat Eterna se la creia inexpugnable. Ataülf fou deposat l'estiu del 410 per Alaric i va tornar a iniciar negociacions amb Honori, però durant les converses, Sar, que dirigia un grup important de visigots i altres bàrbars al servei de l'imperi, i que era enemic jurat dels Baltungs, va atacar i les converses es van aturar.
El 411, Joví es va rebel·lar i es va fer càrrec de les tropes restants de Constantí al Rin, i tenia el suport dels burgundis de Guntahar i els alans, als quals va oferir subministraments i terres. El 413, Joví també va reclutar Sar. Ataülf va destruir el seu règim en nom d'Honori, i tant Jovi com Sar van ser executats. Els burgundis es van establir a la riba esquerra del Rin i Ataülf va operar llavors al sud de la Gàl·lia, de vegades amb subministraments a curt termini dels romans. Tots els usurpadors havien estat derrotats, però grans grups bàrbars es van mantenir sense dominar tant a la Gàl·lia com a Hispània. Mentre el govern imperial es va afanyar a restaurar la frontera del Rin, les tribus invasores del 407 es van traslladar a Hispània a finals del 409; els visigots van abandonar Itàlia a principis del 412 i es van establir al voltant de Narbo.
Heraclià encara estava al comandament a la diòcesi d'Àfrica i el 413 va liderar una invasió d'Itàlia i el comes Marí el va aturar a Otricoli. Heraclià i va tornar a Cartago on immediatament fou assassinat. El gener de 414 les forces navals romanes van bloquejar Ataülf a Narbo, on es va casar amb Gal·la Placídia, i entre els presents es trobava Prisc Àtal, un emperador titella sense ingressos ni soldats. Ataülf va declarar que havia abandonat la seva intenció d'establir un imperi gòtic, a causa de la barbaritat irredimible dels seus seguidors, i intentava restaurar l'Imperi Romà, va lliurar Àtal al règim d'Honori i va abandonar els partidaris d'Àtal. Ataülf es va traslladar a Barcelona, on va ser enterrat el seu fill petit de Gal·la Placídia, i on va moria a mans d'un dels seus servents, possiblement antic seguidor de Sar. El seu darrer successor Vàlia no tenia cap acord amb els romans i la seva gent va haver de saquejar a Hispània per menjar.

### Acord de 414. Els bàrbars en l'Imperi

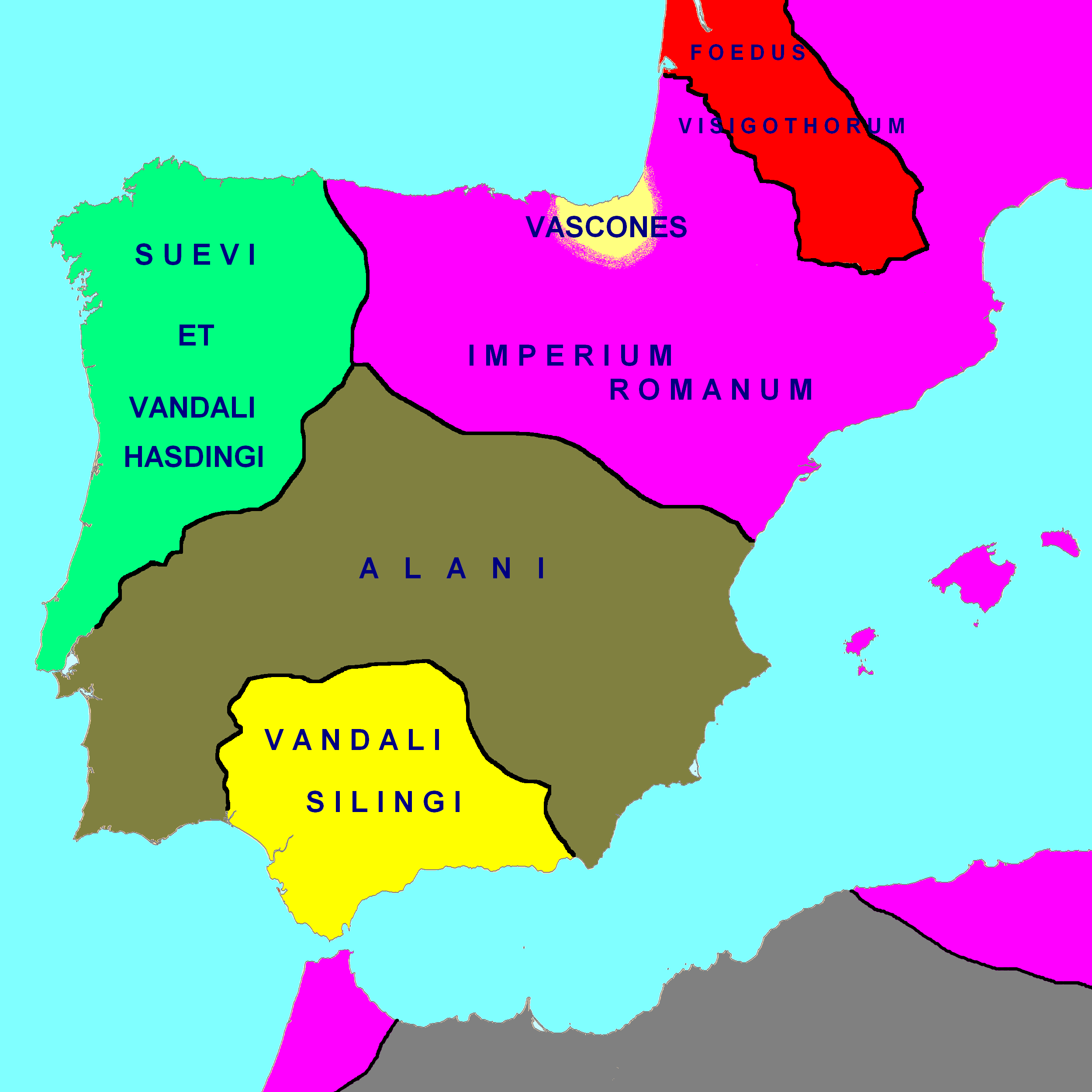
Àrees assignades o reclamades a Hispània per grups bàrbars el 416–418

El 416 el rei visigot Vàlia va arribar a un pacte de foedus amb l'imperi amb Constantí i va retornar Gal·la Placídia a Flavi Honori i va rebre provisions, sis-cents mil modii de blat. Del 416 al 418, els gots de Vàlia van fer campanya a Hispània en nom de Constantí, exterminant els vàndals silinges a la Bètica i reduint els alans fins al punt que el rei alà Ataces va morir i els supervivents van buscar la protecció del rei dels vàndals asdings formant un altre supergrup de bàrbars, però de nombre reduït en nombre i eficaçment acotats. L'any 418, per acord amb Constantí, els gots de Vàlia van acceptar terres cultivables a Aquitània. Constantí també va restituir un consell anual de les províncies gal·les del sud, que s'havia de reunir a Arelate. Encara que Constantí va reconstruir fins a cert punt l'exèrcit de camp occidental, ho va fer substituint la meitat de les seves unitats, desaparegudes en les guerres des del 395 per bàrbars reclassificats i per tropes de guarnició retirades de la frontera.
Constanci III es va casar en 417 amb Gal·la Placídia malgrat les seves protestes. La parella aviat va tenir dos fills, Justa Grata Honòria i Valentinià III. Constantí va ser elevat a la posició d'August l'any 420. Això li va valer l'hostilitat de la cort oriental, que no havia acceptat la seva elevació. No obstant això, Constantí havia aconseguit una posició inexpugnable a la cort occidental, a la família imperial i com a capaç comandant en cap d'un exèrcit parcialment restaurat. L'assentament dels federats va representar un veritable èxit per a l'Imperi però va marcar grans pèrdues de territori i d'ingressos, doncs a l'oest el riu Loira s'havia convertit en el límit nord eficaç de la Gàl·lia romana i a l'est de la Gàl·lia els francs controlaven grans àrees; la línia efectiva de control romà fins al 455 anava des del nord de Colònia fins a Boulogne, i les zones d'Itàlia on havien arribat els gots no van enviar impostos durant anys. Fins i tot al sud de la Gàl·lia i Hispània, es va establir grans grups de bàrbars amb milers de guerrers, amb els seus propis sistemes militars i socials no romans. Alguns van reconèixer ocasionalment un cert grau de control polític romà, però sense l'aplicació local del lideratge i el poder militar romans, i seguien els seus propis interessos.

### Conflictes a la mort de Constanci III, pèrdua parcial de la diòcesi d'Àfrica
Constanci III va morir l'any 421, després de només set mesos com a august, havent-se assegurat que no hi havia cap successor potencial, però els seus propis fills eren massa petits per ocupar el seu lloc. Flavi Honori no va poder controlar la seva pròpia cort, i la mort de Constantí va iniciar més de deu anys d'inestabilitat. Gal·la Placídia va buscar el favor d'Honori amb l'esperança que el seu fill pogués heretar, però altres membres de la cort van aconseguir derrotar-la i va fugir amb els seus fills a la cort oriental l'any 422. El mateix Honori va morir, poc abans del seu trenta-novè aniversari, l'any 423. Després d'uns mesos d'intriga, el patrici Castí va instal·lar Joan el Secretari com a emperador d'Occident, però Teodosi II va proclamar el seu cosí Valentinià III mentre la seva mare Gal·la Placídia actuaria com a regent durant la seva minoria. Joan el Secretari tenia poques tropes pròpies i va enviar Aeci per demanar ajuda als huns. Un exèrcit oriental va desembarcar a Itàlia, va capturar Joan el Secretari, li va tallar la mà, va maltractar-lo en públic i el va matar amb la majoria dels seus alts funcionaris. Aeci va tornar, tres dies després de la mort de Joan el Secretari, al capdavant d'un important exèrcit hun que el va convertir en el general més poderós d'Itàlia. Després d'alguns combats, Plàcidia i Aeci es van posar d'acord; els huns van ser pagats i enviats a casa, mentre que Aeci va rebre el càrrec de magister militum.
Gal·la Placídia, regent fins al 437, va poder mantenir una posició dominant sense exercir el poder militar, que va mantenir en equilibri de poder entre Aeci (magister militum a la Gàl·lia), el comte Bonifaci d'Àfrica (governador de la diòcesi d'Àfrica) i Flavi Fèlix (magister militum praesentalis a Itàlia). Mentrestant, l'Imperi es va deteriorar seriosament. A part de les pèrdues a la diòcesi d'Àfrica, Hispània s'estava escapant del control central i va passar a les mans dels governants locals i dels sueus. La frontera del Rin s'havia ensorrat i els visigots d'Aquitània van assetjar Arelate el 425 i novament el 430 i Narbo el 436, i els francs, cada cop més poderosos encara que desunits, eren la principal potència del nord-est. Armòrica estava controlada des de 415 per líders locals bagaudes que no reconeixien l'autoritat de l'Imperi. Aeci va fer una campanya vigorosa i victoriosa contra visigots, francs, els bagaudes d'Armòrica i una rebel·lió a Noricum. El triumvirat de governants mútuament desconfiats es va mostrar inestable i en l'any 427, Fèlix va intentar que Bonifaci tornés d'Àfrica, aquest s'hi va negar i va vèncer la força invasora de Fèlix amb el suport dels vàndals.
El 428 els vàndals i els alans es van unir sota Genseric, que va traslladar tot el seu poble, uns 20.000 guerrers, a Tarifa i va creuar d'Hispània a Mauretània sense oposició, i arribant a Numídia on amb l'ajut dels amazics i de la secta dels donatistes, que havien estat sotmesos a persecució, van arraconar Bonifaci a Hippo Regius el 430, on va quedar assetjat resistint 14 mesos i finalment en 431 va intentar una batalla decisiva en la què els vàndals el van derrotar. Bonifaci va poder fugir a Itàlia amb gran part dels habitants de la ciutat, fins a Roma, on va recobrar el favor de Placídia que el va acollir benèvolament i li va donar el rang de Patrici i Magister Militum i es va guanyar l'enemistat d'Aeci, qui desposseït del seu comandament militar acusat de traïció se'n va anar amb el seu exèrcit d'huns cap a Pannònia. El 432, creient que la seva caiguda era imminent es va enfrontar a Bonifaci la batalla de Rímini, en la qual Bonifaci vencé però fou ferit de mort, morint uns mesos després. Aeci va escapar a Pannònia i va viatjar a la cort de Rues, el rei dels huns i amb la seva ajuda va tornar al poder, rebent el títol de comes et magister utriusque miliciae. Aeci va fer que el gendre de Bonifaci, Sebastià, que havia succeït a Bonifaci com a magister militum, s'exiliés d'Itàlia a Constantinoble, va comprar les propietats de Bonifaci i es va casar amb la seva vídua Pelàgia, i va rebre els títols de cònsol i patrici en 434.

### Ascendens d'Aeci i pèrdua de Cartago
La mort de Rues el 434 va deixar els seus nebots Bleda i Àtila (fills del seu germà Mundzuk) amb el poder sobre totes les tribus dels huns, que van intentar mantenir els termes de la pau amb els romans trobant-se amb la delegació imperial a la ciutat de Margus (actual Požarevac) i, tots muntats a cavall d'acord amb els costums huns, van negociar un acord favorable: els romans no tan sols van retornar les tribus fugitives, sinó que també van doblar el tribut de 350 lliures d'or romanes, van obrir les fronteres als mercaders huns i van pagar un rescat de vuit sòlids per cada presoner romà. Durant aquest període, els huns van estendre el seu imperi fins als Alps, el Rin i el Vístula.
Aeci va fer una campanya vigorosa quan els visigots de Teodoric I van atacar la ciutat de Narbona el 436 sense arribar a sotmetre-la i el setge va fracassar en arribar l'exèrcit romà encapçalat per Litori, lloctinent d'Aeci, que foragità els visigots i els perseguí fins a Tolosa, la seva capital, estabilitzant una mica la situació a la Gàl·lia i a Hispània confiar en les seves tropes dels huns que van matar molts borgonyons al Rin mitjà, i va establir els supervivents en el Regne dels Burgundis com a aliats romans, i va retornar algun tipus d'autoritat romana a Trèveris. Les tropes de l'Imperi Romà d'Occident van reforçar Cartago, aturant temporalment els vàndals, que el 435 van acceptar limitar-se a Numídia i deixar en pau les parts més fèrtils del nord d'Àfrica. Aeci va concentrar els seus limitats recursos militars per derrotar de nou als visigots, i la seva diplomàcia va restablir un cert ordre a Hispània. No obstant això, el seu general Litori va ser derrotat pels visigots a Tolosa el 439.
Teodoric va continuar amb la seva política de consolidació, i va reforçar el seu poder desenvolupant una important tasca diplomàtica d'apropament amb altres reis bàrbars instal·lats a la part occidental de l'imperi, en la recerca d'alguna aliança que compensés l'establerta entre els romans i els huns, i també com un mètode d'intentar expandir-se territorialment. El matrimoni va ser la principal eina de formar aliances, mètode tradicional, que va refermar l'autonomia i/o independència que buscava Teodoric, amb la qual podia superar la seva condició de federat de l'imperi. El 439 Teodoric va casar una de les seves filles amb Huneric, fill de Genseric, rei dels vàndals 
El 439, els vàndals es van traslladar cap a l'est, abandonant temporalment Numídia i capturant Cartago, on van establir el Regne Vàndal, un estat independent amb una poderosa marina, provocant una crisi financera immediata a l'Imperi d'Occident. La diòcesi d'Àfrica era pròspera i requeria poques tropes per mantenir-la segura, aportant grans ingressos fiscals i exportava blat per alimentar Roma i moltes altres zones. Les tropes romanes es van reunir a Sicília deixar a Àtila i Bleda un camí clar a través d'Il·líria cap als Balcans, que acusant els de trencar el tractat de Màrgum van envair l'any 441 saquejant Viminàcium, Màrgum, Sigindunum i Sírmium. Després d'una breu treva el 442 Teodosi II el Jove va retirar les seves tropes de Sicília i va ordenar una gran emissió de noves monedes per finançar les operacions contra els huns. Creia que podia derrotar els huns i va rebutjar les demandes dels reis huns, que van continuar amb els seus atacs i van saquejar Raciària, Naïssus, Sàrdica, Filipòpolis i Arcadiòpolis. Les invasions d'Àtila a Orient van ser aturades per les Muralles de Constantinoble i finalment Teodosi va admetre la derrota i va acceptar un nou tribut encara més elevat als huns, així que no va haver invasions bàrbares significatives a les riques zones del sud d'Anatòlia, el Llevant i Egipte, que seguirien sent pròsperes contribuïdores als ingressos fiscals.
Genseric va establir els vàndals com a sobirans i el 442 va poder negociar unes condicions de pau molt favorables amb l'imperi occidental mantenint els territoris conquerits, i aconseguint que el seu fill gran Huneric es prometés amb Eudòxia, la filla de Valentinià III, que tenia la legitimitat de les dinasties valentiniana i teodosiana. L'aliança de visigots i vàndals no va tenir beneficis doncs mentre Huneric vivia com a ostatge a Ravenna es va produir una revolta dels nobles vàndals contra el rei el 442, en la qual probablement la seva esposa visigoda va estar implicada. Genseric va sospitar que el volia enverinar, i la va mutilar tallant-li el nas i les orelles, i la va tornar al seu pare Teodoric a Tolosa el 445. L'acció diplomàtica d'Aeci va evitar la permanència d'aquesta aliança que hagués estat un perill per als romans. Els romans van recuperar Numídia, i Roma va rebre novament un subministrament de gra d'Àfrica. El règim imperial va haver d'augmentar els impostos, i tot i saber que la pagesia no podia pagar més i que no es podia aixecar un exèrcit suficient, va protegir els interessos dels terratinents desplaçats d'Àfrica i va permetre als individus rics evitar impostos.

### Atacs d'Àtila l'Hun

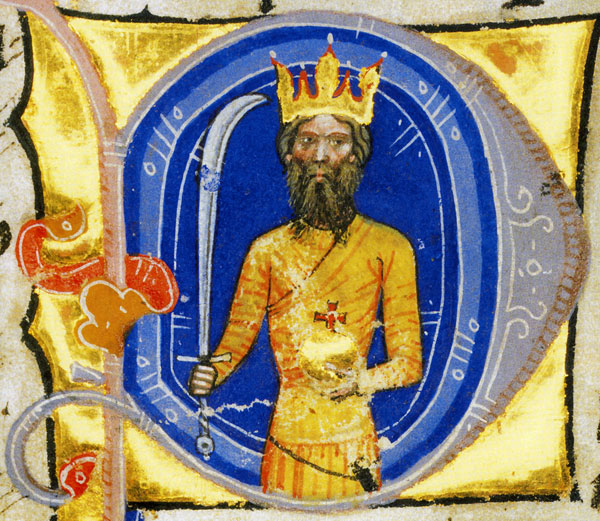
Àtila

El 444, amb la mort de Bleda els huns es van unir sota Àtila. Els seus súbdits incloïen els huns, però també per altres grups molt més nombrosos, predominantment els pobles germànics. El seu poder es basava en part en la seva capacitat continuada per recompensar els seus seguidors preferits amb metalls preciosos, i va continuar atacant l'Imperi Romà d'Orient fins al 450, quan havia extret grans sumes de diners i moltes altres concessions.

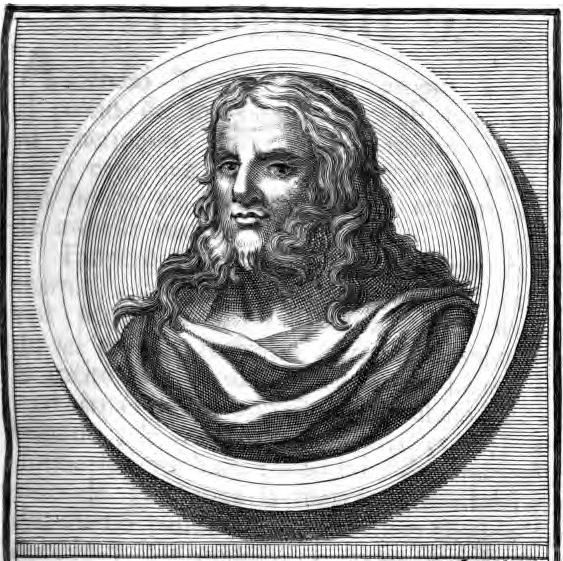
Teodoric I

A Teodoric I se li va presentar una segona oportunitat amb el regne dels sueus que intentaven consolidar el seu poder i donar estabilitat al regne mitjançant l'expansió de la seva àrea d'influència a Hispània. Si bé Teodoric ja havia tingut contactes anteriorment amb els sueus el 431, aquestes negociacions no van tenir cap mena d'efecte, tot i que van posar en alerta els romans per una possible aliança entre ambdós pobles. El nou rei sueu Requiari, va casar-se amb una filla de Teodoric el 449 a Tolosa. De camí a la capital visigoda per la qüestió matrimonial, Requiari, possiblement amb l'ajut de contingents visigots va iniciar vigorosos assalts contra el que quedava de la Hispània romana saquejant la zona de Cesaraugusta i va capturar Ilerda. i fins i tot es va aliar amb els bagaudes romans fora del control imperial. Aeci mai va amenaçar de convertir-se en un August i així va mantenir el suport de la cort oriental, on Teodosi II va regnar fins al 450.

Els imperis romà i hun en 450

Justa Grata Honòria, la germana de l'emperador va escriure a Àtila a la primavera del 450 demanant-li que la salvés d'un matrimoni no desitjat amb el senador Flavi Bassus Herculanus, i Àtila ho interpretà com una proposta de matrimoni i ho va fer servir com a excusa per reclamar com a dot la meitat de l'Imperi Occidental com a dot. Davant la negativa, va envair la Gàl·lia l'any 451 amb un enorme exèrcit però fou aturat per Aeci i els visigots federats en la batalla dels Camps Catalàunics. L'any següent Àtila va envair Itàlia en direcció a Roma, però un brot de malaltia al seu exèrcit, la manca de subministraments, la informació que les tropes romanes orientals estaven atacant Pannònia i possiblement la petició de pau del papa Lleó I el va induir a aturar aquesta campanya. Àtila va morir inesperadament un any després i el seu imperi es va esfondrar mentre els seus seguidors lluitaven pel poder.
El 454, Aeci va ser apunyalat personalment per Valentinià III, i Valentinià va ser assassinat pels partidaris d'Aeci, i un any després, abans que una flota vàndal arribés a Itàlia però no va poder reunir cap defensa eficaç, va intentar fugir de la ciutat i va ser destrossat per una multitud que va fer desfilar els trossos al voltant d'un pal. Els vàndals van entrar a Roma i la van saquejar durant dues setmanes. Malgrat l'escassetat de diners per a la defensa de l'estat, des del saqueig visigot de 410 s'havien acumulat una considerable riquesa privada. Els vàndals van marxar amb grans quantitats de tresor i també amb la princesa Eudòxia, que es va convertir en l'esposa d'un rei vàndal i la mare d'un altre, Hilderic. Els vàndals van conquerir Sicília. La seva flota es va convertir en un perill constant per al comerç marítim romà, i per a les costes i illes de la Mediterrània occidental.

### Noves pèrdues a la Gàl·lia i ascens de Ricimer
Avit es va declarar emperador a la cort de Teodoric II a Burdígala i es va traslladar a Roma amb el suport dels visigòts, on va obtenir l'acceptació de Majorià i Ricimer, comandants del que quedava de l'exèrcit d'Itàlia. Aquesta va ser la primera vegada que un regne bàrbar havia jugat un paper clau en la successió imperial, i el preu de Teodoric incloïa els metalls preciosos dels ornaments públics d'Itàlia i una campanya no supervisada a Hispània en la qual va derrotar els sueus en la batalla del riu Órbigo el 5 d'octubre de 456, de la que Requiari, malferit es refugia a la Gal·lècia mentre Teodoric saquejava la seva capital Bracara Augusta, i finalment executa Requiari i els sueus van perdre el control de la Bètica, Lusitània i Cartaginense (i fins i tot de part de Gal·lècia), que va passar de nou a Roma. Els burgundis van expandir el seu regne a la vall del Roine. Els atacs dels vàndals es van reprendre el març del 456 i van prendre les restes de la diòcesi d'Àfrica,, i malgrat una ulterior ambaixada de Marcià, amb la destrucció de Càpua; Avit va encarregar a Ricimer la defensa de Sicília i les forces romanes van aconseguir derrotar els vàndals en dues batalles successives, una a prop d'Agrigento i una naval a Còrsega. Mentre l'exèrcit visigòtic estava ocupat a Hispània Majorià i Ricimer van marxar contra Avit i el van obligar a convertir-se en bisbe de Placentia, i va morir (possiblement assassinat) unes setmanes més tard.

### Ressorgiment amb Majorià i control de Ricimer

Durant el seu regnat de quatre anys, Majorià va reconquerir la major part d'Hispània i el sud de la Gàl·lia, mentre que reduïa als visigots, borgonyons i sueus a l'estatus de federació.

Majorià i Ricimer controlaven Itàlia. Com Ricimer era fill d'un rei sueu i la seva mare filla d'un got, no podia aspirar a un tron imperial i després d'uns mesos de negociació amb el nou emperador de Constantinoble en els que es va rebutjar una invasió dels alamans al llac Maggiore on van ser interceptats i derrotats per les tropes del comes Burco, enviades per Majorià, aquest va ser aclamat com a August.
El 458, Teodoric va enviar un nou exèrcit a Hispània dirigit pel got Ciril·la. Majorià va reconstruir l'exèrcit i la marina d'Itàlia i es va dedicar a recuperar les províncies el sud de la Gàl·lia que no havien reconegut la seva elevació amb un exèrcit format principalment per bàrbars (bastarnes, sueus, huns, alans, rugis, burgundis, gots i sàrmates) per pacificar la província, creuant els Alps i entrant a la vall del Roine, sotmetent els burgundis i els gal·loromans, alguns per les armes i altres per la diplomàcia. El novembre del 458 era a Lugdúnum on fou complimentat pel poeta Sidoni Apol·linar que va llegir el panegíric i fou perdonat per la seva participació en una anterior revolta. El 459 Teodoric envià un exèrcit comandat per Sunieric a Hispània però Majorià va derrotar els visigots comandats per Teodoric en la batalla d'Arelate i els va forçar a abandonar la Septimània i retirar-se cap a l'oest d'Aquitània mentre ell va romandre a Arle tot el 459 per reunir l'exèrcit amb el qual pensava anar a Àfrica. Amb el nou tractat de pau, els visigots havien de renunciar a les seves conquestes a Hispània i tornar a la situació de federat. El 460 va sotmetre els sueus i bagaudes a Hispània. Marcel·lí d'Il·líria, magister militum a Dalmàcia i general pagà d'un exèrcit ben equipat, el va reconèixer com a emperador i va recuperar Sicília dels vàndals. Egidi també va reconèixer Majorià i es va fer càrrec efectiu del nord de la Gàl·lia. Es van reformar els abusos en la recaptació d'impostos i es van reforçar els ajuntaments, accions necessàries per reconstruir la força de l'Imperi, però desavantatjoses per als aristòcrates més rics. Majorià va preparar una flota a Carthago Nova per a la essencial reconquesta de la diòcesi d'Àfrica.
La major part dels 300 vaixells de la flota romana van ser capturades a Carthago Nova quan la flota del vàndal Genseric va fer un atac sobtat a Portus Illicitanus i Majorià va haver de fer-hi les paus i tornar a Itàlia, on es va trobar Ricimer, que el va arrestar, obligar a abdicar i executar cinc dies després. Marcel·lí a Dalmàcia, i Egidi a Soissons van rebutjar tant Ricimer com els seus titelles, i van independitzar-se. Més tard Ricimer va cedir Narbo als visigots a canvi de la seva ajuda contra Egidi fent impossible que els exèrcits romans marxessin d'Itàlia a Hispània i que només pugues governar de manera efectiva Itàlia. Del 461 al 465 va regnar Libi Sever, que mai va ser reconegut per l'Orient.

### Procopi Antemi
Després de dos anys amb l'Imperi governat per Ricimer cap dels hèruls sense un emperador d'Occident, l'emperador romà d'Orient Lleó I el Traci va nomenar Procopi Antemi, pel seu prestigi com a militar. Va arribar a Itàlia amb un exèrcit, recolzat per Marcel·lí d'Il·líria i la seva flota. Antemi va casar la seva filla Alipia amb Ricimer, i va ser proclamat August el 12 d'abril del 467. El 468, amb un gran cost, l'imperi d'Orient va reunir una força enorme per ajudar Occident a recuperar la diòcesi d'Àfrica de mans dels vàndals, i Marcel·lí va expulsar ràpidament els vàndals de Sardenya i Sicília, i una invasió terrestre els va fer fora de Tripolitània. Basilisc, el comandant en cap amb la força principal va derrotar una flota dels vàndals prop de Sicília, va expulsar ràpidament els vàndals de Sardenya i Sicília, i Heracli d'Edessa desembarcava a la costa de Tripolitània i avançava cap a Cartago. Basilisc va desembarcar al cap Bon a pocs quilòmetres de Cartago, on Genseric es va oferir a rendir-se, si podia tenir una treva de cinc dies per preparar el procés, que va utilitzar per preparar un atac a gran escala precedit per brulots que van destruir la major part de la flota romana i van matar milers dels seus soldats. El desastre va costar 130.000 lliures d'or, uns 9.000.000 de sòlids, al tresor imperial i va sentenciar el destí de l'Imperi Romà d'Occident. Els vàndals poder mantenir la Diòcesi d'Àfrica i aviat van recuperar Sardenya i Sicília. Marcel·lí va ser assassinat, possiblement per ordre de Ricimer. El prefecte pretori de la Gàl·lia, Arvande, va intentar persuadir Euric, el nou rei dels visigots, de rebel·lar-se, amb l'argument que el poder romà a la Gàl·lia s'havia acabat de totes maneres; el rei es va negar.
Antemi encara estava al comandament d'un exèrcit a Itàlia. Riothamus, cap dels romanobritànics d'Armòrica va formar una coalició amb les forces de la Gàl·lia romana en 468 sota el comandament del comte Pau contra els visigots d'Aquitània, que havien trencat el foedus amb l'Imperi. El 470 els bretons van obtenir una victòria inicial ocupant Bourges amb un exèrcit de mil dos-cents homes. Però quan van prosseguir en territori visigot foren derrotats pel cap visigot Euric en la batalla de Déols. Llavors Riothamus va escapar cap als burgundis que eren aliats dels romans. Antemi va anar en el seu suport, aplegant un exèrcit comandat nominalment pel seu fil, Antemiol, però de fet pels generals Torisari, Everding i Hermià. Antemiol va avançar cap a Arelate i van travessar el riu Roine, però fou interceptat per Euric, que va derrotar les forces tant de Riothamus com d'Antemi en la batalla d'Arles, i Euric i els borgonyons es van fer càrrec de gairebé tot el territori imperial restant al sud de la Gàl·lia. Aleshores Ricimer es va barallar amb Antemi i el va assetjar a Roma, que es va rendir el juliol de 472, després de més mesos de fam. Antemi va ser capturat i executat per ordre de Ricimer pel príncep borgonyó Gundebald. A l'agost, Ricimer va morir d'una hemorràgia pulmonar. Olibri, el seu nou emperador, va nomenar Gundebald com el seu patrici, després va morir ell mateix en poc temps.

### Els darrers emperadors
Després de la mort d'Olibri, hi va haver un nou interregne fins al març de 473, quan Gundebald va proclamar emperador Gliceri i és possible que provés d'intervenir a la Gàl·lia sense èxit. L'any 474 Juli Nepot, nebot i successor de Marcel·lí d'Il·líria, va arribar a Roma amb soldats i autoritat de l'emperador romà d'Orient Lleó I el Traci. En aquell moment, Gundebald havia marxat per disputar el tron borgonyó a la Gàl·lia. Gliceri es va rendir sense lluitar, retirant-se per convertir-se en bisbe de Salona, a Dalmàcia. Juli Nepot va governar Itàlia i Dalmàcia des de Ravenna i va nomenar a Flavi Orestes, un antic secretari d'Àtila, com a magister militum i li va encarregar reunir un exèrcit de mercenaris germànics per anar contra el rei visigot Euric, però va aprofitar aquest exèrcit d'hèruls, estiris i turcilings per expulsar Juli Nepot de Ravenna, i l'emperador va fugir a Salona el 28 d'agost del 475, on es va reunir amb l'emperador destituït Gliceri, el seu antic rival. El 29 d'agost Orestes va fer proclamar emperador el seu propi fill Ròmul Augústul el 31 d'octubre, encara era menor d'edat, i que mai va ser reconegut fora d'Itàlia com un governant legítim. i va restar al capdavant dels afers d'estat com a regent ajudat pel ministre Parmè (Parmenus). Va enviar Llatí i Madàs a Constantinoble per demanar el reconeixement del seu fill per l'emperador oriental Zenó; també va fer la pau amb el rei vàndal Genseric. Orestes no va complir les seves promeses de terres als seus mercenaris, que es van revoltar sota el lideratge d'Odoacre, i va haver de fugir a Pavia el 23 d'agost de 476, on el bisbe de la ciutat li va donar santuari, però es va veure obligat a fugir de nou, quan l'exèrcit d'Odoacre va trencar les muralles de la ciutat i va assolar la ciutat. L'exèrcit d'Odoacre va perseguir Orestes fins a Piacenza, on el van capturar i executar el 28 d'agost de 476. El 4 de setembre de 476, Odoacre va obligar a abdicar Ròmul Augustul i li va concedir una pensió anual de 6.000 sòlids abans d'enviar-lo a viure amb parents a Campània, i Odoacre es va instal·lar com a governant d'Itàlia i va enviar la insígnia imperial a Constantinoble.

### Estats romans successors de l'imperi

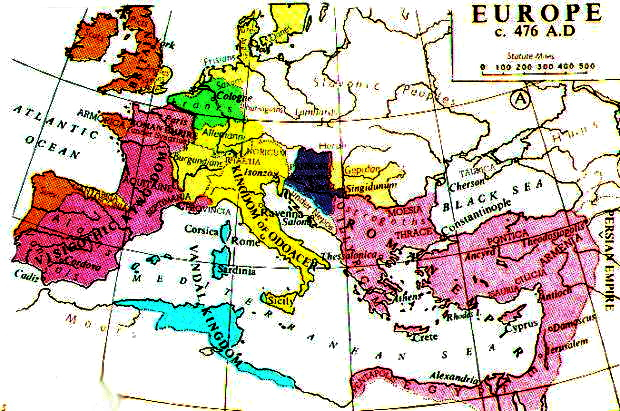
Europa el 476, del Muir's Historical Atlas (1911)

Per convenció, es considera que l'Imperi Romà d'Occident va acabar el 4 de setembre de 476, quan Odoacre va deposar Ròmul Augústul i es va proclamar governant d'Itàlia. Aquesta convenció està subjecta a moltes qualificacions. En la teoria constitucional romana, l'Imperi encara estava simplement unit sota un sol emperador, la qual cosa no implicava l'abandonament de les reivindicacions territorials. A les zones on les convulsions de l'Imperi moribund havien fet legítima l'autodefensa organitzada, els estats de grup van continuar sota alguna forma de domini romà després del 476. L'Imperi d'Orient, salvat de la invasió germànica, viurà, amb el nom d''Imperi Romà d'Orient, mil anys més que el d'Occident, que sucumbirà l'any 476.
Juli Nepot Després de la seva expulsió conservava Il·líria i Dalmàcia i mantenia el reconeixement també com a emperador per part de Zenó, l'emperador d'Orient, a qui va demanar diners i un exèrcit per fer fora Odoacre, però aquest va reconèixer Zenó com a únic emperador. Odoacre va començar a negociar amb Zenó, que estava ocupat tractant els disturbis a l'Orient i finalment va concedir a Odoacre l'estatus de patrici acceptant-lo com el seu virrei d'Itàlia insistint en que havia de retre homenatge a Juli Nepot com a emperador de l'Imperi d'Occident. Odoacre mai va tornar cap territori ni poder real, però sí que va emetre monedes en nom de Juli Nepot a tota Itàlia. El 480 Nepot fou assassinat a prop de Salona, per dos dels seus oficials, Viator i Ovida segurament per instigació de l'antic emperador Gliceri, que era bisbe de Salona. Ovida sembla que va assolir el poder a Dalmàcia però fou derrotat el 481 per Odoacre que va envair i ocupar el país annexant-la al seu Regne d'Itàlia. L'any 488 l'emperador d'Orient va autoritzar a un got problemàtic, Teodoric (més tard conegut com «el Gran») a prendre Itàlia, i després de diverses campanyes inconcluses, l'any 493 Teodoric i Odoacre van acordar governar conjuntament però el 5 de març del 493 Odoacre i els seus seguidors foren assassinats enmig d'un banquet per orde de Teodoric, que va quedar com senyor d'Itàlia.
El Regne de Soissons, un enclavament gal·loromà situat entre el Mosa i el Loira, governat per Siagri, l'últim representant del poder gal·loromà al nord de la Gàl·lia, es va mantenir fins a la victòria de Clodoveu I en la batalla de Soissons en 486.
Els habitants indígenes de l'interior de Mauretania van organitzar-se en el Regne Maureromà independent del regne Vàndal, i amb forts trets romans, van buscar el reconeixement imperial amb les reconquestes de Justinià I, i més tard van oposar una resistència efectiva a la conquesta musulmana del Magrib.
Les civitates de Britannia van continuar organitzant la seva defensa com havia autoritzat Honori, mantenint durant un temps l'alfabetització en llatí i altres trets identificables romans però van caure a un nivell de desenvolupament material inferior fins i tot als seus avantpassats preromans de l'edat del ferro.